# Santa Fe Stampede
Santa Fe Stampede (Brasil: Forcas e Facas ) é um filme norte-americano de 1938, do gênero faroeste, dirigido por George Sherman e estrelado por John Wayne, Ray Corrigan e Max Tehune.

## A produção
Este é o décimo-nono filme da série com o trio The Three Mesquiteers, que a Republic Pictures produziu entre 1935 e 1943. Ao todo, foram rodadas 51 películas, com vários atores alternando-se nos três papeis principais. John Wayne, antes de tornar-se astro, atuou em oito dessas pequenas produções, sendo esta a terceira delas.
Santa Fe Stampede tem a particularidade de mostrar uma sequência em que duas crianças são mortas em uma carroça desgovernada. Esta cena é de um ineditismo absoluto, uma vez que maus tratos e cenas violentas infligidas a crianças eram tabu nos faroestes B.

## Sinopse
Um velho minerador convida os Três Mosqueteiros do Oeste a dividir com ele a exploração de uma mina. Quando chegam, Stony, Tucson e Lullaby descobrem que o[homem foi morto. Stony é preso, após um político maldoso, que deseja ficar com o ouro, acusá-lo de ser o assassino. Agora, Tucson e Lullaby precisam reunir provas contra o celerado e provar a inocência do companheiro.

## Elenco
| Ator/Atriz      | Personagem          |
| --------------- | ------------------- |
| John Wayne      | Stony Brooke        |
| Ray Corrigan    | Tucson Smith        |
| Max Tehune      | Lullaby Joslin      |
| June Martel     | Nancy Carson        |
| William Farnum  | Dave Carson         |
| LeRoy Mason     | Prefeito Gil Byron  |
| Martin Spellman | Billy Carson        |
| Genee Hall      | Julie Jane Carson   |
| Walter Wills    | Advogado Harris     |
| Ferris Taylor   | Juiz Henry J. Hixon |
| Tom London      | Delegado Jim Wood   |
| Dick Rush       | Xerife Tom          |